# Nathaniel Ames
Nathaniel Ames (1796–1835) – amerykański autor fikcyjnych powieści oraz literatury faktu. Najprawdopodobniej jest autorem napisanej pod pseudonimem powieści  Symzonia: A Voyage of Discovery, która jest uznawana za pierwszą powieść fantastyczno-naukową w USA. Autorstwo zostało mu przypisane na podstawie jego doświadczeń podróżniczych i zainteresowań, a także skomputeryzowanej analizy stylometrycznej.

## Życiorys
Członek wybitnej rodziny Amesów był synem Fishera Amesa, federalistycznego kongresmana z Massachusetts. Studiował na Uniwersytecie Harvarda, lecz nie skończył szkoły i przez dwanaście lat żeglował, zdobywając przydomek „Black Bill the Maintopman”. Następnie zamieszkał w Providence.

## Twórczość
- A Mariner's Sketches (1830)
- Nautical Reminiscences (1832)
- An Old Sailor's Yarns (1835)